# 相生有年道路
相生有年道路（あいおいうねどうろ）は兵庫県相生市若狭野町鶴亀から兵庫県赤穂市東有年に至る全長8.6 kmの国道2号バイパスである。

## 概要
相生市・赤穂市域の安全かつ円滑な交通を確保と沿道環境の改善を図るため、バイパスの新設および現道拡幅により4車線化と併せて環境対策を行うことを目的とし、用地買収・工事を推進するとともに有年駅周辺で進む有年土地区画整理事業との調整や調査設計が進められている。
現在は起点寄り3.7 km区間の現道拡幅区間が供用済である。

### 路線データ
- 起点：相生市若狭野町鶴亀
- 終点：赤穂市東有年
- 延長：8.6km

## 沿革
- 1985年（昭和60年） : 相生市若狭野町若狭野から赤穂市東有年までの4.9 kmの区間を有年道路として事業化
- 2000年（平成12年） : 相生市若狭野町鶴亀から若狭野町若狭野までの3.7 kmを含む区間を都市計画変更し、相生有年道路として事業化
- 2011年（平成23年）4月1日 : 現道拡幅区間の相生市若狭野町鶴亀 - 相生市若狭野町上松（0.4 km）4車線で供用開始
- 2016年（平成28年）3月30日 : 相生市若狭野町上松 - 相生市若狭野町八洞（1.8 km）4車線化供用開始[1]
- 2022年（令和4年）10月30日 : 相生市若狭野町八洞 - 相生市若狭野町若狭野（1.5 km）4車線化供用開始[2]。